# Світлочутливі матеріали
Світлочутливі матеріали, світлочутливі прилади — хімічні сполуки, речовини, біологічні світлочутливі матеріали, електронні пристрої довільної складності, які під дією електромагнітного випромінювання (в тому числі — видимого світла) змінюють свої структурні або фізико-хімічні властивості.
Перші світлочутливі матеріали мали вигляд підкладки, на яку нанесено світлочутливу емульсію (шар желатину з найдрібнішими зернами галогенних солей срібла).
Світлочутливі матеріали класифікують за матеріалом підкладки, призначенням, по контрастності і світлочутливості, за розмірами, за оформленням. За матеріалом підкладки розрізняють плівки, пластинки, папір; за призначенням — негативні, позитивні; для чорно-білої, кольорової фотографії.

## Фотохімікати
Фотохімікати класифікують для чорно-білого та кольорового фотографії. Фотохімікати для чорно-білої фотографії підрозділяють на проявники, фіксаж, підсилювачі, послаблювачі і віражі (для тонування позитивів в різні кольори).
Проявники розрізняють за призначенням (негативні, позитивні); по виду виявляє речовини; за швидкістю обробки; по консистенції і т. д. Фіксажі (закріплювачі) бувають звичайні, кислі, швидкі.
Світлочутливий шар, фотошар — частина фотографічного матеріалу, призначена для фіксації повного або часткового (наприклад, одного з кольороподілених) зображення при фото- або кінозніманні або друку. У ряді багатошарових плівок світлочутливістю володіє, наприклад, протиореольний шар, проте його не називають світлочутливим.

## Класифікація світлочутливих матеріалів
Взаємодіяли з променями електромагнітного випромінювання, що падали на них, тільки в момент опромінення.
Люмінесцентні світлочутливі матеріали.
 — Біологічні — сітківка ока, основні фотосинтезувальні пігменти рослин і апарат фотосинтезу на його фотофізичному етапі.
 — Вакуумні електронні пристрої, що працюють завдяки зовнішньому фотоефекту — вакуумний фотоелемент, фотоелектронний помножувач.
 — Напівпровідникові фотоелектронні пристрої, робота яких заснована на внутрішньому фотоефекті — фототранзистор, фоторезистор, фотодіод, фототиристори — електронний прилад, різновид тиристора, перемикається із закритого стану у відкрите впливом електромагнітного випромінювання завдяки внутрішньому фотоефекту.
 — Світлочутливі матеріали, які взаємодіють з падаючими на них променями електромагнітного випромінювання (в тому числі світлового), що зберігають свої зміни після опромінення.
 — Біологічні — Шкіра людини і багатьох представників тваринного світу.
 — Біологічні — листя рослин, водорості, інші фотосинтезувальні організми як фотосинтезувальний апарат в цілому.
 — Фотографічна емульсія
 — Дагеротипія
 — Фотобарабан
 — Фотохромні матеріали — матеріали, в яких використовується явище фотохромізм органічних і неорганічних речовин. Ряд таких матеріалів має надзвичайно малий час зберігання змін, і тому може бути віднесений до першої групи. Фоторезист — полімерний світлочутливий матеріал, застосовуваний у фотолітографії.
 — Матриця (фото).